# Mesodon thyroidus
Mesodon thyroidus är en snäckart som först beskrevs av Thomas Say 1816.  Mesodon thyroidus ingår i släktet Mesodon och familjen Polygyridae. Inga underarter finns listade i Catalogue of Life.